# 藎草綿蚜
藎草綿蚜（学名：Ceratovacuna oplismeni）为扁蚜科粉角扁蚜屬下的一个种。